# Carolina Beach
Carolina Beach – miasto w Stanach Zjednoczonych, w stanie Karolina Północna, w hrabstwie New Hanover.